# Pungpa Ri
Der Pungpa Ri ist ein 7445 m (nach anderen Angaben 7486 m) hoher Gipfel im Himalaya-Gebirgsmassiv Jugal Himal im Süden von Tibet in China.
Der Pungpa Ri gilt aufgrund einer Schartenhöhe von nur 145 m als ein Nebengipfel des Achttausenders Shishapangma und nicht als eigenständiger Berg. Er befindet sich 2,45 km südöstlich vom Hauptgipfel des Shishapangma, mit welchem er über einen Berggrat verbunden ist.

## Besteigungsgeschichte
Einer britischen Expedition (Doug Scott, Alex MacIntyre und Roger Baxter-Jones) gelang am 19. Mai 1982 die Erstbesteigung des Pungpa Ri über die Südwestwand. Im Rahmen eines Besteigungsversuchs des Shishapangma gelang am 25. Oktober 1987 einer weiteren britischen Expedition (Stephen Venables und Luke Hughes) die Zweitbesteigung des Gipfels. Am 28. Oktober erreichten zwei weitere Expeditionsteilnehmer, Nigel Williams und John Vlasto, den Gipfel.